# Forces françaises en Allemagne
Pour les articles homonymes, voir FFA.
Les forces armées françaises présentes en Allemagne depuis la fin de la Seconde Guerre mondiale ont connu plusieurs appellations : troupes d'occupation en Allemagne (TOA) de 1945 à 1949, forces françaises en Allemagne (FFA) de 1949 à 1993, forces françaises stationnées en Allemagne (FFSA) de 1993 à 1999 et enfin forces françaises et l'élément civil stationnés en Allemagne (FFECSA) depuis 1999.
Depuis 2014, il reste environ 500 personnels du ministère des Armées en Allemagne principalement à Müllheim, Breisach et Faßberg.

## Histoire

### Précédent après la Première Guerre mondiale

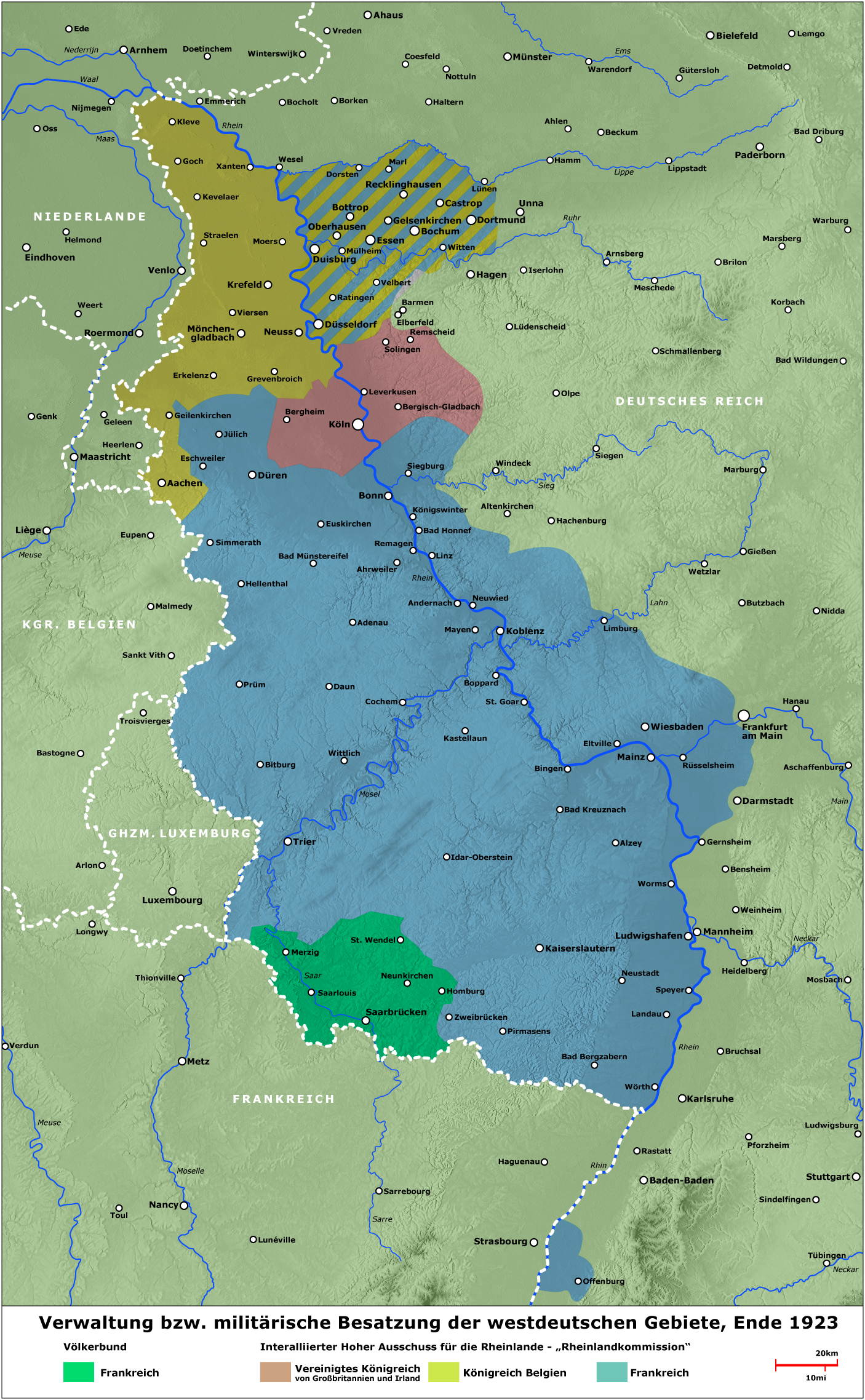
Zones d'occupation militaire alliée en Allemagne en 1923 ; en bleu, la zone française d'occupation, en vert vif le territoire du bassin de la Sarre.

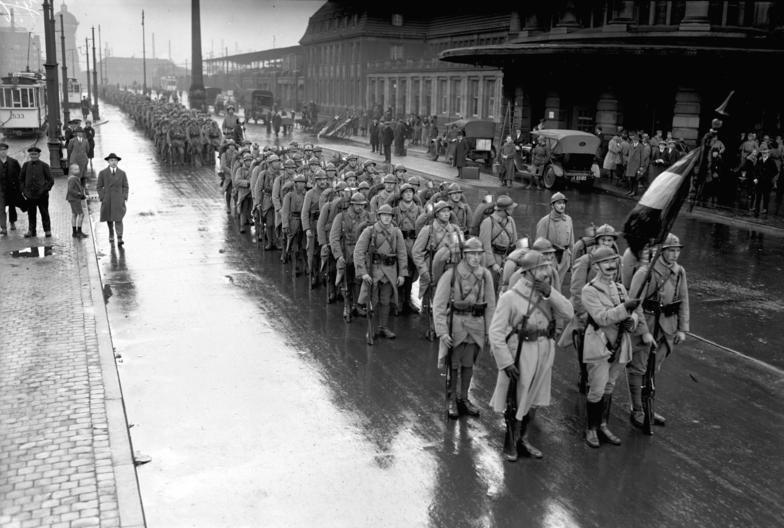
Retrait des forces françaises de Dortmund en 1924 après l'occupation de la Ruhr.

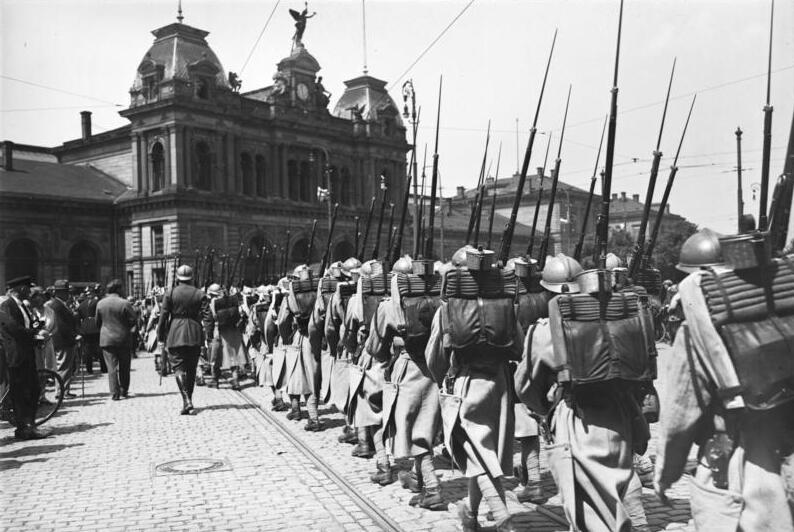
Départ des forces françaises de Rhénanie le 30 juin 1930.

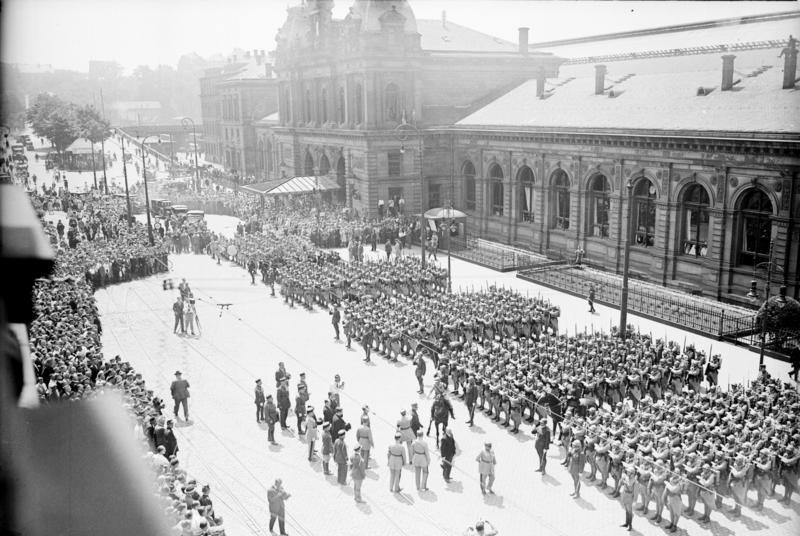
La dernière parade des troupes françaises devant la gare centrale de Mayence sous le commandement du général Adolphe Guillaumat, juste avant leur départ, le 30 juin 1930.

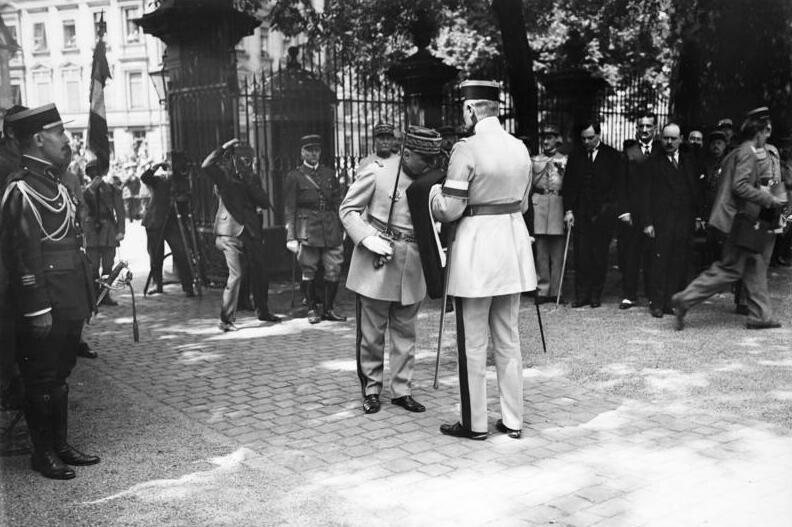
Le général Adolphe Guillaumat avec le drapeau de la France devant la porte du Deutschhaus le 30 juin 1930.

À la suite de l'armistice de la Première Guerre mondiale, des forces de l'Entente occupent une partie du territoire allemand de la fin de 1918 jusqu'en 1930. La France administre le territoire du bassin de la Sarre jusqu'en 1935.
Le 1er décembre 1918, des éléments des VIIIe et Xe armées françaises franchissent la frontière franco-allemande, 21 divisions au total doivent occuper la zone Landau-Gerolstein-Königstein. Des divisions complémentaires sont placées en réserve dans la région de Neunkirchen (3 divisions) et surtout en Lorraine et en Belgique (30 divisions).
Le traité de Versailles prévoit une présence militaire des Français, des Britanniques, des Américains et des Belges sur la rive gauche du Rhin et une partie de la rive droite à partir de janvier 1920 pour une période de cinq à quinze ans selon les territoires. Les Français héritent de la plus grande des zones d’occupation, qui s’agrandit encore avec le prompt retrait des États-Unis, de la direction de la Haute commission interalliée aux territoires rhénans (HCITR), de la présidence de la Commission de gouvernement de la Sarre mandatée par la Société des Nations , ainsi que celle de Memel et de la haute Silésie.
Les forces d'occupation des territoires rhénans au sein de l'armée française du Rhin, créée en octobre 1919, varient en nombre selon les périodes mais comptent au moins 100 000 hommes. L'effectif maximum est observé en mai 1921 lors de la première occupation de Ruhrort, Düsseldorf et Duisbourg avec 250 000 soldats dont 210 000 Français.
La France, opposée à l'intervention de l'Armée allemande sans contrepartie lors du soulèvement de la Ruhr, réagit à cette dernière en envoyant ses troupes le 6 avril 1920 occuper temporairement Francfort et Darmstadt.
Les forces françaises interviennent dans des missions de maintien de la paix en compagnie de troupes alliées, à plusieurs endroits :
- en Haute-Silésie, entre 1920 et 1922, pour séparer milices polonaises et allemandes (en déployant les 15 000 hommes de la 46e division d'infanterie[5] regroupant les 6e BCA, 7e BCA, 10e BCP, 13e BCA, 15e BCP, 24e BCA, 29e BCP et le 27e BCA dont le chef de corps est tué lors d'une opération).
- Et à Memel, à partir du 15 février 1920 et jusqu'en avril 1923, quand le 21e bataillon de chasseurs à pied s'interpose entre pro-polonais et pro-lituaniens.

Le coût total d'entretien des armées d'occupation entre 1919 et 1924 est évalué à 240 millions de Goldmarks.
Entre 1923 et 1925, les forces françaises et belges occupent la Ruhr pour tenter de contraindre l'Allemagne à payer ses indemnités de guerre.
À partir du 11 octobre 1924 et jusqu'au retrait total des forces françaises d'Allemagne le 30 juin 1930, Adolphe Guillaumat commande l'armée d'occupation du Rhin et exerce le commandement supérieur des forces alliées des territoires rhénans.

### À l'issue de la Seconde Guerre mondiale: les troupes d'occupation en Allemagne

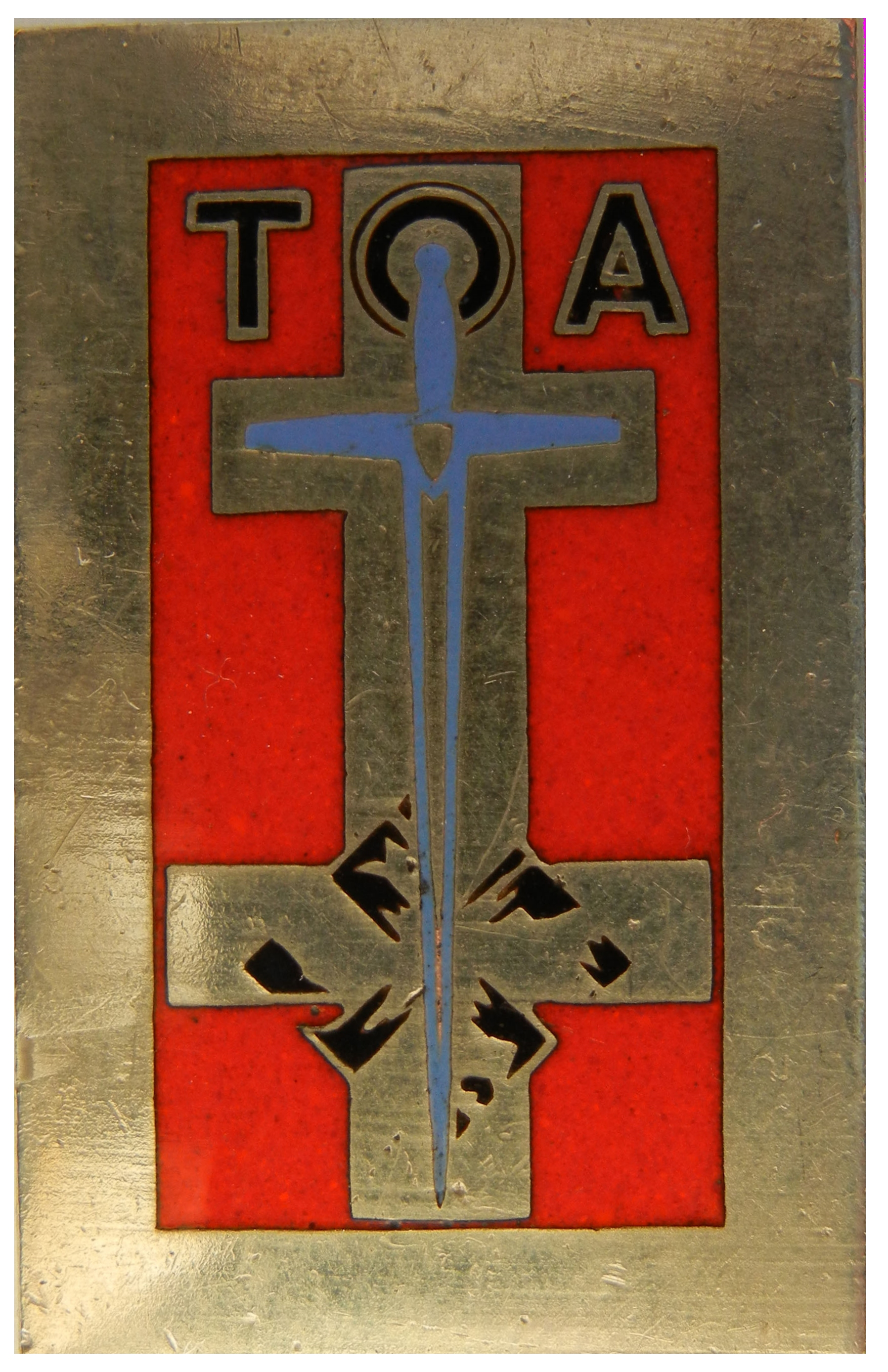
Insigne des troupes d'occupation en Allemagne : L'épée fracasse la croix gammée nazie.

Après la défaite de 1945, l'Allemagne et l'Autriche, d'une part, et les villes de Berlin et Vienne, d'autre part, sont divisées chacune en quatre zones d'occupation, réparties entre les quatre grands alliés : Union soviétique, Royaume-Uni, États-Unis et France.

Zones d'occupation alliée de l'Allemagne après 1945.

Les quatre secteurs de l'occupation alliée de Berlin.

La Zone d'occupation attribuée à la France comprend les territoires situés le long de la frontière française, ainsi que les districts nord de Berlin-Ouest, dans ce qui deviendra l'Allemagne de l'Ouest. Le premier gouverneur de cette zone est le général d'armée Marie Pierre Kœnig.
En 1945, l’Armée française crée donc les troupes d'occupation en Allemagne (TOA), dont le quartier-général est établi à l’hôtel Brenner (de), 4/6 Schillerstraße , à Baden-Baden. Une monnaie autonome est également créée, et n'ayant cours légal que dans la zone d'occupation française : le Franc FFA.
En novembre 1945, l'armée luxembourgeoise reprend une partie de la zone d'occupation française en Allemagne. Le 2e bataillon occupe une partie de l'arrondissement (Kreis) de Bitburg et un détachement du 1er bataillon une partie de l'arrondissement de Saarburg. Le 2e bataillon reste à Bitburg jusqu'en 1955. (En même temps, une partie de la zone britannique, s'étendant de la frontière belge à la frontière de l'Allemagne de l'Est, est reprise par la Belgique qui y installe ses troupes d'occupation).

### Les Forces françaises en Allemagne (10 août 1949 - 30 août 1993)

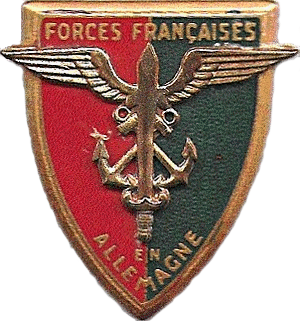
Insigne des FFA.

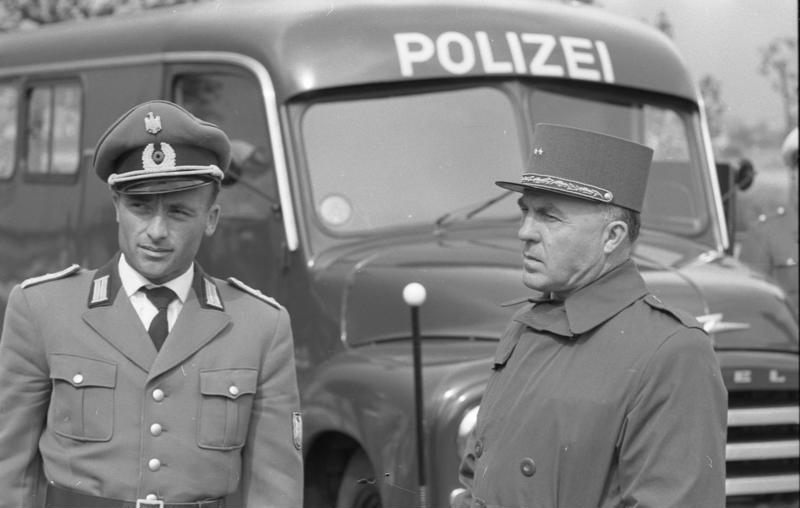
Un général de brigade français (à droite) avec un policier allemand le 30 juin 1959.

L'appellation TOA est remplacée par celle de « Forces françaises en Allemagne » (FFA) lors de l'entrée en fonction d'un haut-commissaire, par le décret du 2 août 1949, paru au Journal officiel de la République française no 185 du 6 août 1949 prenant effet le 10 août 1949. Il ne faut pas confondre la durée de l'occupation avec celle de la présence des TOA : les conventions de Bonn du 26 mai 1952 mettent fin au régime d'occupation et sont amendées par les accords de Paris du 23 octobre 1954. L'article premier de ces accords prévoyait qu'à partir du 5 mai 1956 « des forces de même nationalité et de même importance que celles qui se trouveront à cette date sur le territoire de la RFA pourront y être stationnées ».
En 1951, la France installe à Trèves l'état-major de sa 1re division blindée. Pendant toute la guerre froide, la 1re DB oppose à l'éventuelle menace venue de l'Est l'effet dissuasif de ses équipements modernes. Elle représente une grande et puissante unité de l'arme blindée et cavalerie. La même année, la France installe la 3e division blindée dans le Bade-Wurtemberg. La 5e division blindée est également basée en Allemagne.
Ces grandes formations constituent le 2e corps d'armée de la Ire armée française.

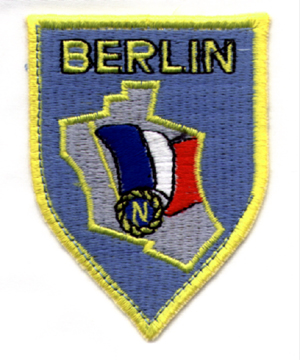
Insigne de forces françaises à Berlin à partir de 1949.

Des forces françaises à Berlin sont stationnées à Berlin-Ouest de juillet 1945 à septembre 1994 dans le quartier Napoléon — ancienne « caserne Régiment-Général-Göring » — Ses principaux occupants seront le 11e régiment de chasseurs et le 46e régiment d'infanterie.
Au moment le plus intense de la guerre froide, les FFA comptèrent jusqu'à 50 000 soldats.
Les forces françaises en Allemagne eurent à leur disposition des armes nucléaires tactiques américaines au sein de l'OTAN dans le cadre d'un partage nucléaire à partir de 1960. Celles-ci équipaient des bombardiers SO.4050 Vautour pour l'entrainement et quatre escadrons North American F-100 Super Sabre de l'Armée de l'air à partir de 1963 (une soixantaine de Sabre en 1966) avec une trentaine de bombes nucléaires tactiques MK28 et MK43 américaines livrées à la base aérienne 136 Bremgarten et la base aérienne 139 Lahr en avril 1963; les divisions mécanisées modèle 59 avaient deux batteries de deux MGR-1 Honest John (un total de dix batteries en 1966 soit vingt lanceurs), et huit batteries de missiles sol-air MIM-14 Nike-Hercules armées par la 520e et la 521e brigade d’engins dans le Bade-Wurtemberg de 1960 à 1966.
Le 25 octobre 1960, un accord logistique franco-allemand est signé permettant à la Bundeswehr d'entreposer et de tester son matériel, ainsi que d'entrainer son personnel sur des sites militaires français. Ainsi, en 1966, plus de 26 000 militaires allemands furent entrainés par les FFA.
Le retrait du commandement militaire intégré de l'OTAN décidé par le général de Gaulle est annoncé au président des États-Unis Lyndon Johnson le 7 mars 1966 ; le 29 mars, de Gaulle précise que l’affectation au commandement OTAN des forces terrestres françaises stationnées en Allemagne, ainsi que celle du 1er corps aérien tactique, va prendre fin le 1er juillet 1966.
Le 21 décembre 1966, un échange de lettres entre les ministres des Affaires étrangères français et allemand règle le statut des forces françaises en Allemagne. Cette clarification était rendue nécessaire à la suite de ce retrait de la France du commandement intégré.
Les forces françaises qui auparavant devaient tenir un créneau en première ligne dans le dispositif allié en cas d'invasion des troupes du pacte de Varsovie eurent des relations plus distendues avec leurs homologues occidentaux qui cependant s'améliorèrent avec le temps.
L’accord entre le chef d'État-Major des armées Charles Ailleret et le chef suprême des forces alliées en Europe Lyman Lemnitzer, conclu le 22 août 1967, et dont le texte est très succinct et de caractère très général, n’a prévu que des contacts d’état-major indispensables au cas où l’Europe occidentale aurait été le théâtre d’un conflit dans lequel la France aurait choisi de s’impliquer,, les FFA jouant le rôle de réserve générale et l'autonomie de décision de l'emploi des forces est respecté. L’accord Valentin-Ferber, du 3 juillet 1974, complétait le précédent : le corps d’armée français en Allemagne étant très étroitement rattaché à l’ensemble de la 1re armée dont le commandement était en territoire français, c’est bien celle-ci qui serait impliquée par l’éventuelle coordination entre états-majors français et atlantique. Une structure permanente, comportant une commission centrale 1re armée/AFCENT et trois commissions de planification (AFCENT, CENTAG, NORTHAG), est créée à cette date.
En 1976 ont lieu des entretiens entre les ministres de la Défense de la France et de la République fédérale d'Allemagne sur le retrait partiel de troupes françaises d'Allemagne de l'Ouest soit environ 10 000 hommes.
Conclu en 1978, l’accord Biard-Schulze porta sur les procédures nécessaires à cet égard, bien qu’il fût précisé qu’il n’avait qu’une « portée générale ». À partir du début des années 1980, des initiatives nouvelles sont venus préciser les hypothèses d’actions conjointes entre forces françaises et atlantiques telle de la décision d’envisager l’engagement du nouveau troisième corps d’armée, créé à Lille, au-delà de la ligne Rotterdam-Dortmund-Munich, admise auparavant comme limite extrême d’éventuels mouvements français. À l'occasion de consultations gouvernementales franco-allemandes en octobre 1982, les deux États conviennent d'organiser leur coopération militaire et de sécurité conformément au traité de l'Élysée.

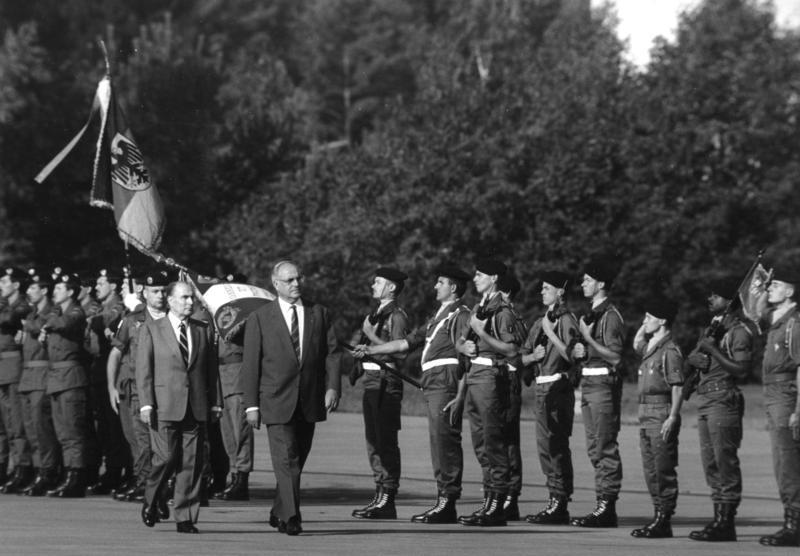
Le président François Mitterrand et le chancelier Helmut Kohl passent en revue des troupes de la Force d'action rapide stationnées au Bade-Wurtemberg, le 24 septembre 1987.

Alors que depuis 1966, jamais plus d’un régiment n’avait pris part à des manœuvres interalliées, on mit publiquement en avant le rapprochement progressif entre l'Armée française et l’organisation militaire atlantique, comme en septembre 1986 avec la participation de 3 500 militaires à l’exercice « Fränkischer Schild » et celle, plus ample encore, de 20 000 hommes dont des unités de la force d'action rapide à l’exercice « Moineau hardi » de septembre 1987,.
La principale force de frappe des FFA était, dans les années 1980, composée d’environ 600 chars AMX-30B2 tandis que 850 de ceux-ci restaient stationnés sur le territoire métropolitain français.
Le 50e sommet franco-allemand, tenu à Karlsruhe le 12 et 13 novembre 1988, décide, entre autres, de la création d'un Conseil franco-allemand de défense et de sécurité. Les ministres de la Défense signent un accord sur le développement et la production d'un hélicoptère antichar commun qui deviendra le Eurocopter EC665 Tigre. Les contours de la future brigade franco-allemande sont précisés (quatre bataillons stationnés à Böblingen); celle-ci sera créée le 2 octobre 1989.
En 1990, après la chute du mur de Berlin, le président François Mitterrand annonce le retrait progressif des 46 000 militaires des forces françaises en Allemagne, lors du 56e sommet franco-allemand de Munich les 17 et 18 septembre 1990. Le 2 octobre de la même année, le commandement allié de Berlin cesse son activité, le statut quadripartite de la ville étant éteint.

### Les forces françaises stationnées en Allemagne et les forces françaises et l'élément civil stationnés en Allemagne (depuis 1993)

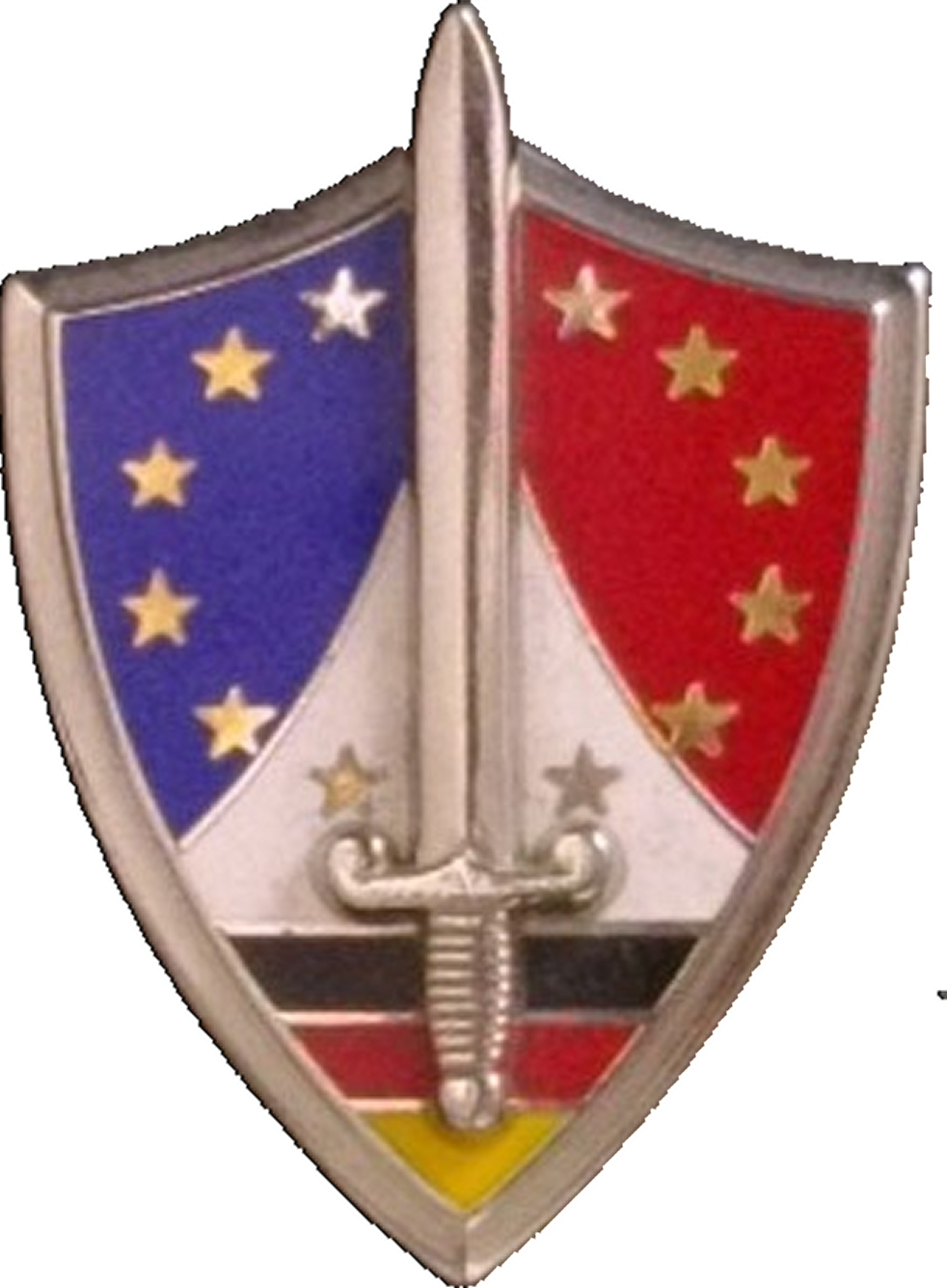
Insigne des FFSA.

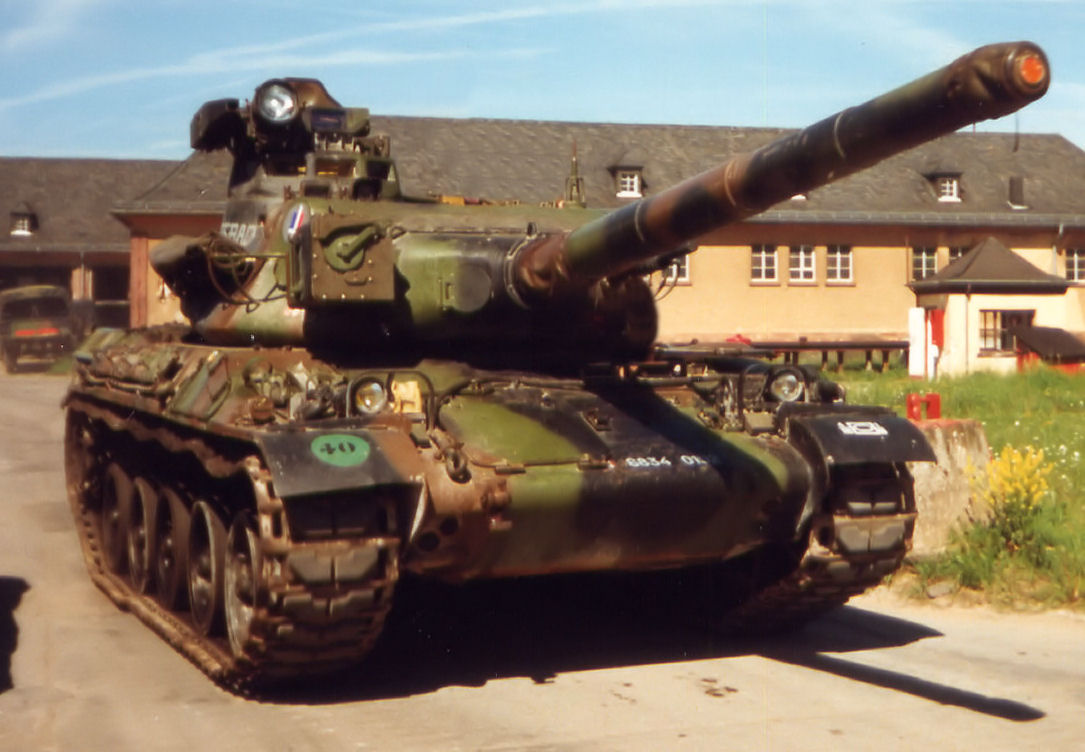
AMX-30B2 dans une caserne allemande en 1997-1998.

Les forces françaises en Allemagne sont dissoutes le 30 août 1993, consécutivement à la fin de la guerre froide. Elles sont alors partiellement remplacées par les « forces françaises stationnées en Allemagne » (FFSA) qui ne comptent plus que 25 000 hommes et adoptent un nouvel insigne comportant les couleurs de la France, de l'Allemagne et les étoiles de l'Europe. Les derniers soldats russes quittent l'Allemagne de l'Est en 1994.
La 1re division blindée de Baden-Baden, dernière division française stationnée en Allemagne, est dissoute le 1er juillet 1999. Les FFSA deviennent les « forces françaises et l'élément civil stationnés en Allemagne » (FFECSA). La présence française en Allemagne se résume alors aux unités de la brigade franco-allemande et au 16e groupe de chasseurs. Le nombre de militaires français est réduit à 4 400 hommes contre 47 500 hommes en 1990.
Le 8 septembre 1999, le commandant de la circonscription militaire de défense de Metz devient également commandement des forces françaises et de l'élément civil en Allemagne (COMFFECSA). Il dispose d'une antenne de commandement située à Donaueschingen qui succède à l'état-major des FFSA de Baden-Baden.

### Vers le retrait des forces françaises
Consécutivement à la réforme des armées françaises de 2008 le 16e bataillon de chasseurs quitte Saarburg en 2010 et s'installe à Bitche en Moselle. En 2011 le 3e régiment de hussards quitte Immendingen pour rejoindre Metz.
Le 110e régiment d'infanterie de Donaueschingen est dissous le 24 juin 2014. Depuis cette date la présence militaire française en Allemagne s'est stabilisée avec environ 500 personnels et comporte :
- Antenne de commandement des FFECSA à Breisach (depuis 2015) ;
- État-major de la brigade franco-allemande à Müllheim ;
- Bataillon de commandement et de soutien de la brigade franco-allemande à Müllheim ;
- Détachement de soutien (rattaché à la base de défense de Strasbourg) à Müllheim ;
- 26e antenne médicale (rattachée au 5e centre médical des armées de Strasbourg) à Müllheim ;
- Centre franco-allemand de formation du personnel technico-logistique du Tigre à Faßberg.

Le gouverneur militaire de Metz est commandant de la zone Terre Nord-Est et des forces françaises et de l'élément civil stationnés en Allemagne.

### Résumé chronologique
- 26 juillet 1945 : Troupes d'occupation en Allemagne (TOA) ;
- 10 août 1949 : Forces françaises en Allemagne (FFA) ;
- 12 janvier 1989 : création de la brigade franco-allemande (BFA) ;
- 1er septembre 1993 : Forces françaises stationnées en Allemagne (FFSA) ;
- 1999 : Forces françaises et l'élément civil stationnés en Allemagne (FFECSA).

## Liste des commandants en chef des forces françaises en Allemagne

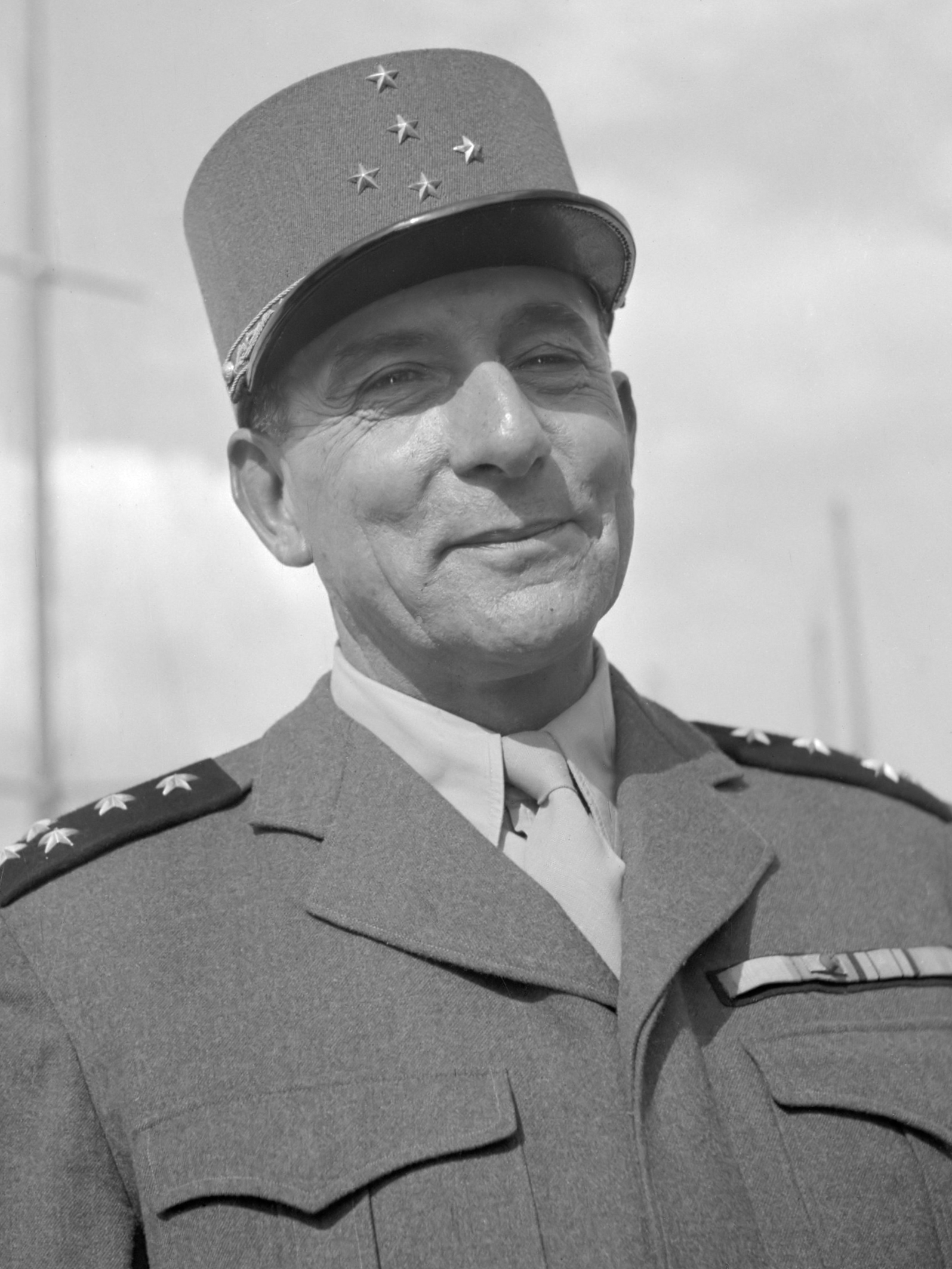
Le général Jean de Lattre de Tassigny.

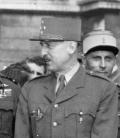
Le général Marie-Pierre Kœnig en 1944.

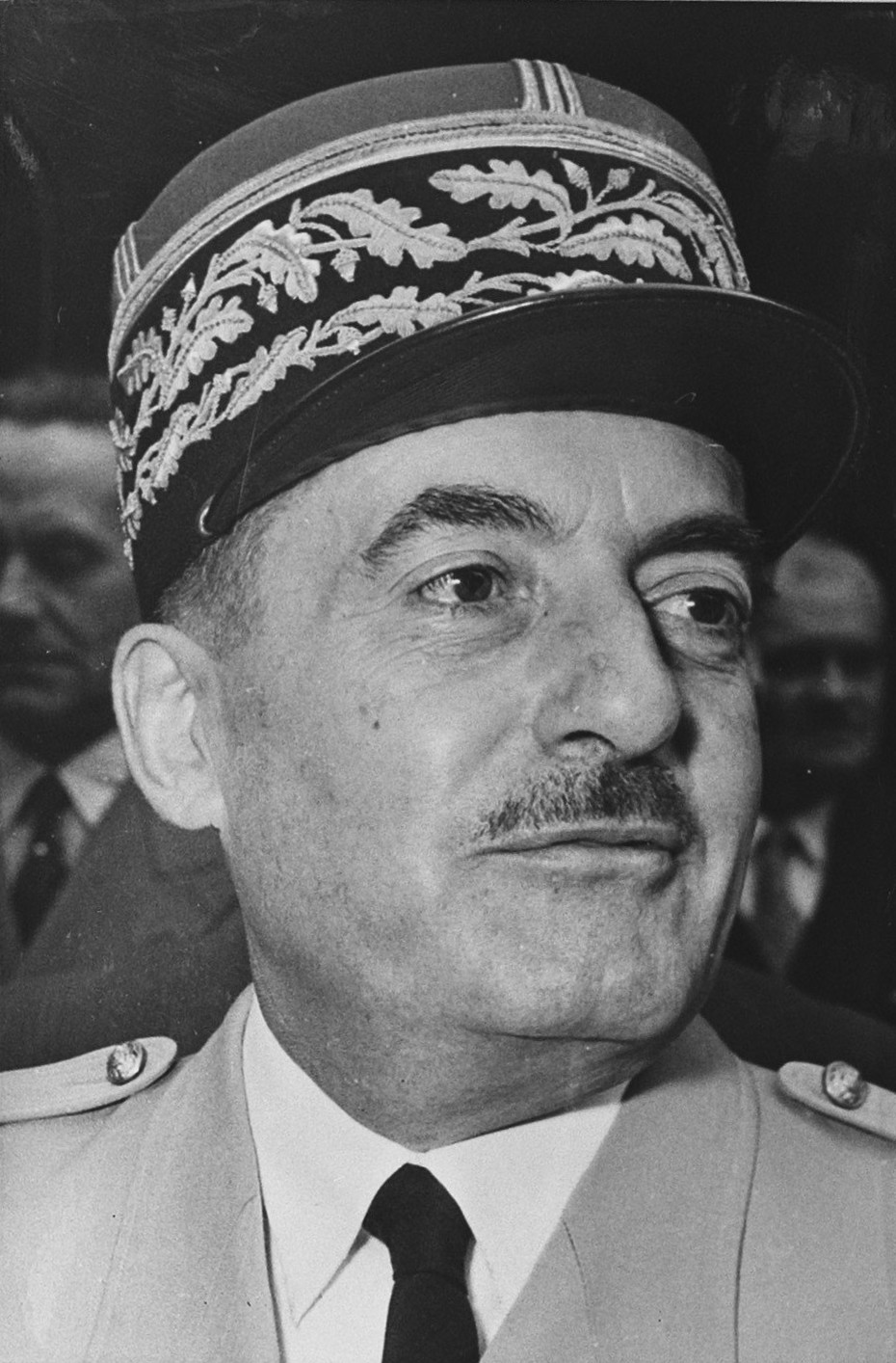
Le général Augustin Guillaume en 1953.

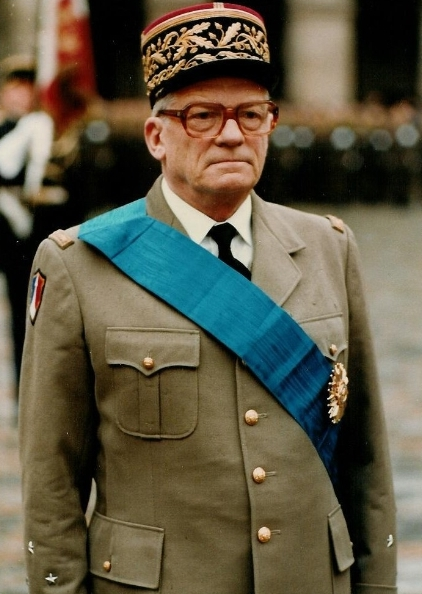
Le général Pierre Brasart.

Les généraux CSTOA étaient subordonnés au général Kœnig, ce dernier détient le pouvoir législatif et est secondé par un gouvernement militaire détenant le pouvoir exécutif et recevant des consignes du Commissariat français aux affaires allemandes et autrichiennes. Cette situation prend fin le 8 mai 1949, date du vote de la Loi fondamentale de la République fédérale d'Allemagne. Le nouveau statut des forces entre en vigueur le 21 septembre 1949, date de nomination du premier CCFA, le général Guillaume qui change ainsi de titre et reste en poste jusqu'au 1er octobre 1951.
La liste des généraux commandants en chef des forces françaises en Allemagne est ainsi la suivante :
| Nom                                | Grade   | Fonction                    | Période en fonction             |
| ---------------------------------- | ------- | --------------------------- | ------------------------------- |
| Jean de Lattre de Tassigny         | G. A.   | Cdt en chef de la 1re armée | 31 mars 1945 - 27 mai 1945      |
| Marie-Pierre Kœnig                 | G. A.   | CCFA                        | 25 juill. 1945 - 30 sept. 1949  |
| Joseph de Goislard de Monsabert    | G. CA.  | CSTOA                       | 29 juill. 1945 - 30 sept. 1946  |
| François Sevez                     | G. CA.  | CSTOA                       | 1er oct. 1946 - 29 fév. 1948    |
| Augustin Guillaume                 | G. CA.  | CSTOA puis CCFA             | 22 mars 1948 - 1er oct. 1951    |
| Roger Noiret                       | G. A.   | CCFFA                       | 4 oct. 1951 - 9 août 1956       |
| Pierre-Élie Jacquot                | G. A.   | CCFFA                       | 10 août 1956 - 24 avr. 1959     |
| Jacques Allard                     | G .A.   | CCFFA                       | 25 avr. 1959 - 26 mars 1961     |
| Jean Crépin                        | G. A.   | CCFFA                       | 27 mars 1961 - 16 déc. 1963     |
| Michel de Brébisson                | G. A.   | CCFFA                       | 17 déc. 1963 - 20 fév. 1966     |
| Jacques Massu                      | G. A.   | CCFFA                       | 1er mars 1966 - 1er juill. 1969 |
| Jean-Louis du Temple de Rougemont  | G. CA.  | CCFFA                       | 1er août 1969 - 9 juin 1970     |
| Gérard Lecointe                    | G. CA.  | CCFFA                       | 10 juin 1970 - 31 juill. 1972   |
| Jean-Pierre de Lassus Saint-Geniès | G. CA.  | CCFFA                       | 1er août 1972 - 2 déc. 1974     |
| Jean Richard                       | G. CA.  | CCFFA                       | 2 déc. 1974 - 21 fév. 1978      |
| André Laurier                      | G. CA.  | CCFFA                       | 22 fév. 1978 - 23 mai 1978      |
| Pierre Brasart                     | G. CA.  | CCFFA                       | 16 juin 1978 - 14 déc. 1982     |
| Bernard Philipponat                | G. CA.  | CCFFA                       | 17 fév. 1982 - 4 juin 1984      |
| Furcy Houdet                       | G. CA.  | CCFFA                       | 5 juin 1984 - 12 mai 1987       |
| Jean-Louis Brette (en)             | G. CA.  | CCFFA                       | 13 mai 1987 - 23 juin 1989      |
| Noël Chazarain                     | G. CA.  | CCFFA                       | 24 juin 1989 - 22 déc. 1992     |
| Michel Cavaillé                    | G. DIV. | CCFFA                       | 23 déc. 1992 - 30 août 1993     |
| Alain Curé                         | G. DIV. | CFFSA                       | 1er sept. 1993 - 30 nov. 1994   |
| Yves Crène                         | G. DIV. | CFFSA                       | 1er déc. 1994 - 20 déc. 1995    |
| Claude Bénito                      | G. DIV. | CFFSA                       | 21 déc. 1995 - 1er juill. 1999  |

## Vie quotidienne

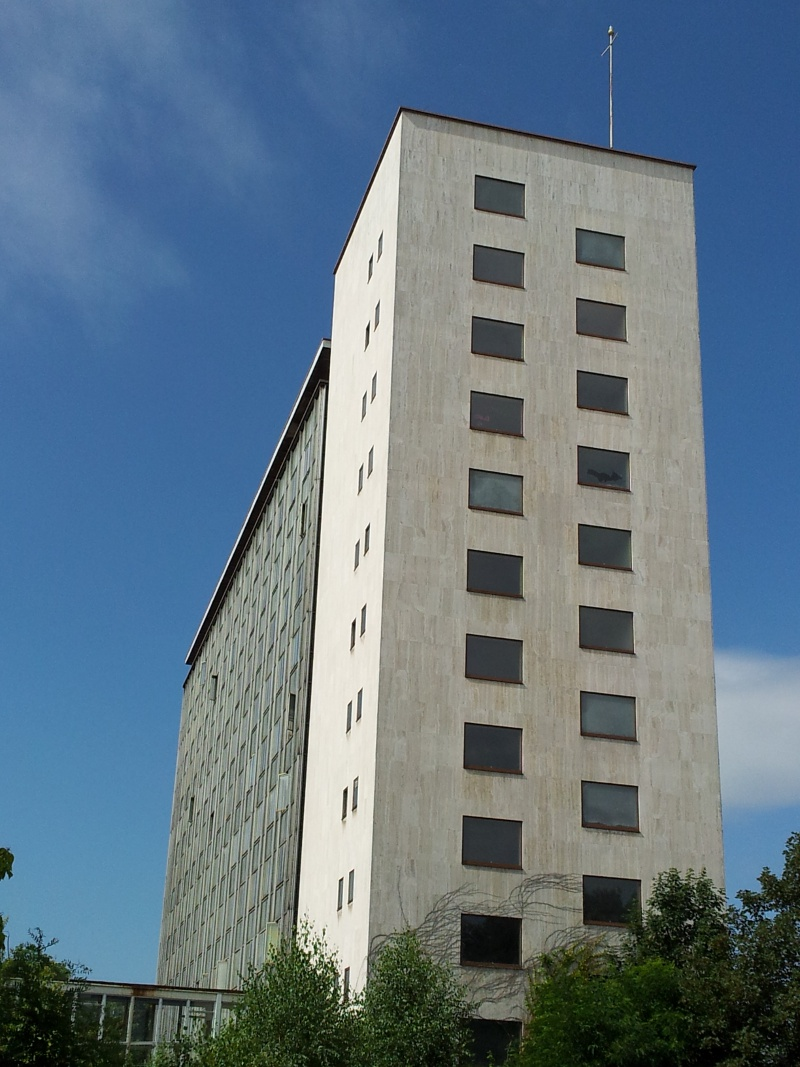
Le BABO (Bâtiment administratif de Baden-Oos) construit en 1954, au quartier-général des FFA à Baden-Baden.

Afin de permettre la vie quotidienne des soldats (appelés et engagés), du personnel civil et des familles d'expatriés, toute une infrastructure se met en place. Elle organise notamment le logement dans les cités-cadres, l'éducation des enfants d'expatriés, l'acheminement du courrier (militaire, administratif et civil), sans oublier les économats qui fournissent les familles en biens de consommation, ou encore une maison de la presse. Le service de santé des armées met en place plusieurs centres hospitaliers. La plupart des services administratifs (état civil, Trésor public, immatriculation des véhicules) sont regroupés dans le bâtiment BABO à Baden-Baden. Parallèlement, des entreprises privées s'implantent à proximité des cités-cadres (par exemple : auto-écoles, sociétés de leasing, entreprises de déménagement, (même un restaurant asiatique à Baden), etc.), ces entreprises du secteur allemand utilisent toutes la langue française et acceptent les règlements en deutschemarks ou en francs français. La vie culturelle n'est pas oubliée avec des lieux de culte, des maisons des jeunes, des cinémas, etc. Le but est que les expatriés trouvent à proximité de leur lieu de résidence la majorité de ce qu'ils pourraient trouver en métropole, et le tout en utilisant la langue française.
Le commandant en chef en Allemagne fut aussi le commandant de l'enseignement français en Allemagne durant quelques années ; avec l'aide de l'Académie de Strasbourg, de nombreux établissements scolaires sont créés, destinés à accueillir les enfants des éléments constituant les troupes d'occupation, notamment : le lycée Ausone de Trèves ; le lycée Paul-Tirard de Mayence ; le lycée Hoche de Landau ; le collège Marceau de Coblence, (ce dernier ayant été installé au 31 Süd-allee puis en mai 1953 au 2 Süd-allée et fut dirigé par Monsieur Paul Coussot) ; le collège Turenne de Fribourg-en-Brisgau,, le lycée Charles de Gaulle de Baden-Baden.
À Coblence, la vie des Français s'organise notamment autour du cinéma « Le Paris », du cercle du Rhein-Mosel Club et des économats des FFA.
De nombreuses manifestations mêlant population militaire et civile française, et population allemande sont organisés, notamment les "volksmarsch (als)" (journées de randonnée organisées par les garnisons) et les « JPO » (journées portes ouvertes organisées par les casernes importantes). Ces manifestations étaient des rendez-vous annuels incontournables dans les villes de garnison. Notons la création par le Gouvernement militaire français de Berlin-Ouest des « 25 km de Berlin » en 1981, la première course à pied dans une grande ville allemande.

## Composition des unités après 1945

### La Gendarmerie nationale en Allemagne 1945 - 1989
Après la capitulation signée les 8 et 9 mai 1945, deux légions de la Gendarmerie nationale d'occupation sont constituées (Rhénanie-Palatinat, Sarre pour la 1re, Bade-Wurtemberg pour la 2e) et disposent chacune d'un groupe de trois escadrons mobiles. En outre, un détachement autonome intervient à Berlin et une compagnie autonome est constituée pour l'Autriche, qui est annexée à l'Allemagne depuis 1938. En mai 1946, 11 000 gendarmes sont présents en Allemagne. Une école est créée à Horb am Neckar. Le recrutement est constitué de gendarmes mutés, et en faible minorité de jeunes gens engagés dans les années 1943 et 1944 pour échapper davantage au STO que pour l'engouement pour le métier.
La guerre d'Indochine réclame des hommes qui sont prélevés sur les deux légions, si bien qu'en 1950, l'effectif de la gendarmerie des FFA se trouve réduit à 320 hommes, puis 1 760 en 1956. Le corps est réorganisé : la compagnie autonome de la Sarre disparaît après le rattachement de cette région à la RFA. Le commandement des forces de gendarmerie des FFA a sous son autorité deux légions d'occupation, une légion d'intervention, le détachement de gendarmerie du Haut Commissariat et celui de Berlin. Les formations seront ensuite transformées en groupements de gendarmerie puis en groupements prévôtaux. En 1968, le commandement de la gendarmerie des FFA devient unité formant corps.

### Garnisons des troupes d'occupation en Allemagne (TOA) du 8 mai 1945 au 10 août 1949
Les effectifs des troupes d'occupation en Allemagne sont passés de 324 000 hommes le 8 mai 1945 à un peu moins de 60 000 en 1949.
Les militaires se sont répartis dans les villes de garnisons suivantes. (Liste à compléter) :
Pour afficher les unités présentes dans chaque garnison, cliquez sur [afficher] (du fait des changements de casernements, une même unité peut apparaître à plusieurs endroits) (Listes à compléter) : (Quand elle existe, cliquez sur l'insigne du régiment pour l'agrandir)

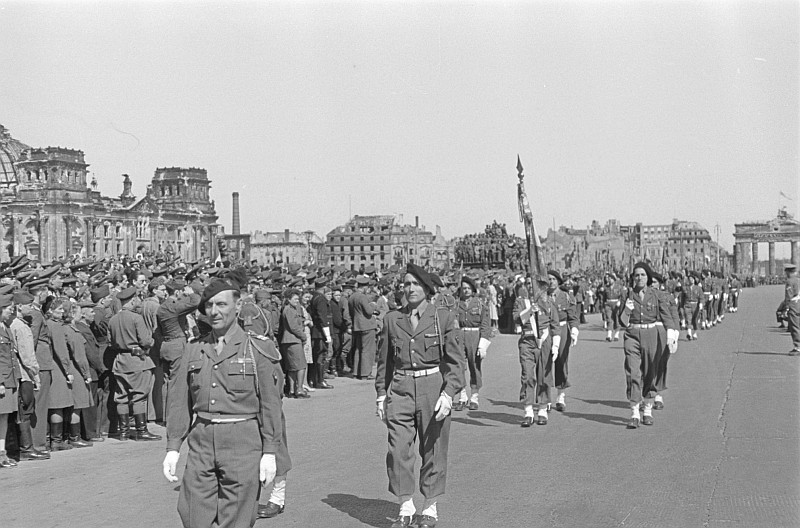
Défilé de soldats français du devant les ruines du Reichstag le 8 mai 1946.

### Garnison des forces françaises à Berlin (FFB) de 1949 au 3 octobre 1990

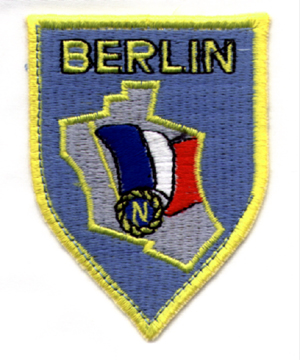
Insigne des Forces françaises à Berlin adopté en 1949.

Pour afficher les unités présentes dans chaque garnison, cliquez sur [afficher] (du fait des changements de casernements, une même unité peut apparaître à plusieurs endroits) (Listes à compléter, votre aide est la bienvenue) : (Quand elle existe, cliquez sur l'insigne du régiment pour l'agrandir)

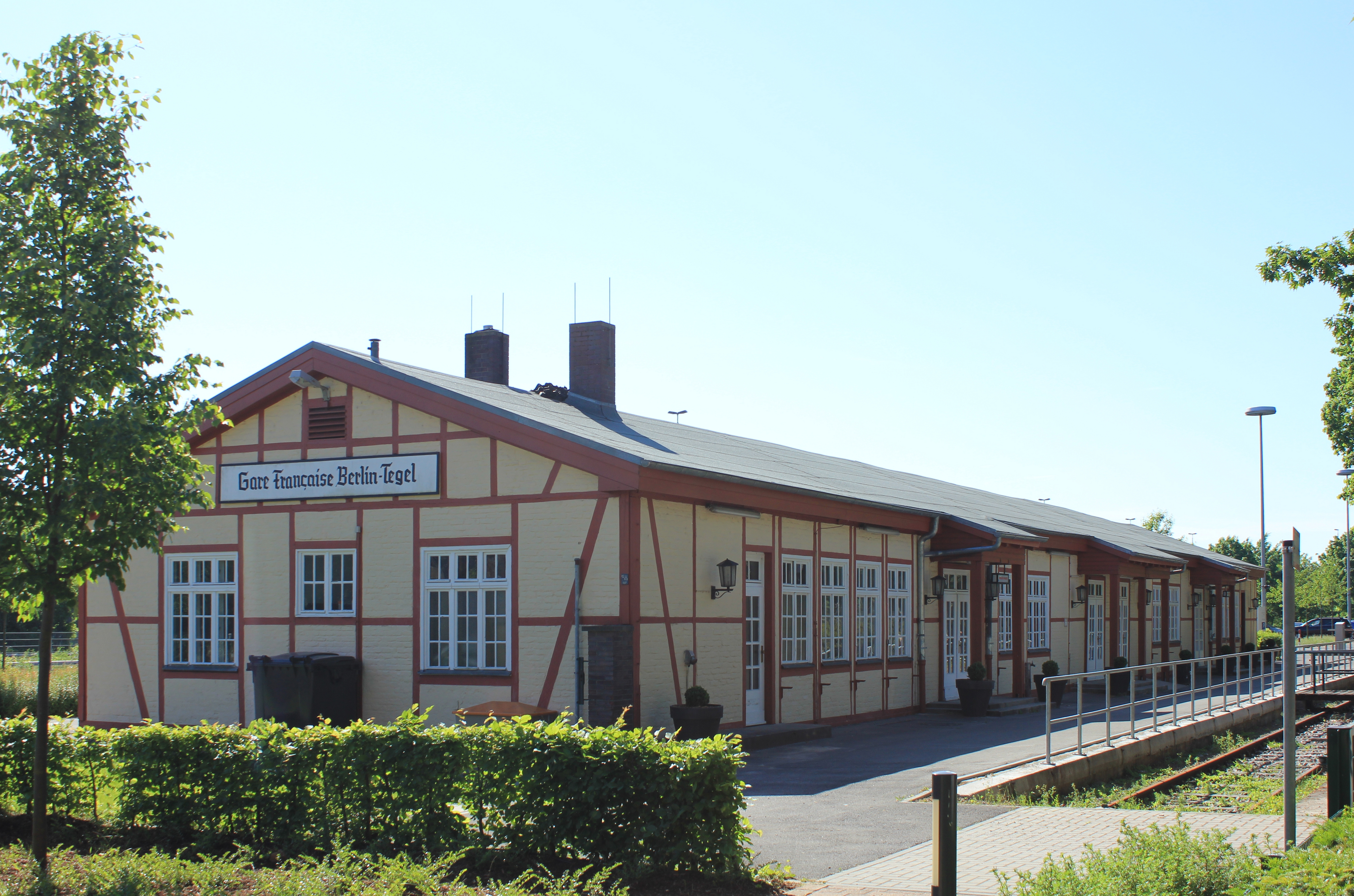
Gare française de Berlin-Tegel.

### Garnison du groupement des forces du secteur français de Berlin (G.F.S.F.B) du 3 octobre 1990 au 12 septembre 1992
Pour afficher les unités présentes dans chaque garnison, cliquez sur [afficher] (du fait des changements de casernements, une même unité peut apparaître à plusieurs endroits) (Listes à compléter, votre aide est la bienvenue) : (Quand elle existe, cliquez sur l'insigne du régiment pour l'agrandir)

### Garnison des forces françaises stationnées à Berlin (FFSB) du 12 septembre 1992 au 28 septembre 1994
Pour afficher les unités présentes dans chaque garnison, cliquez sur [afficher] (du fait des changements de casernements, une même unité peut apparaître à plusieurs endroits) (Listes à compléter, votre aide est la bienvenue) : (Quand elle existe, cliquez sur l'insigne du régiment pour l'agrandir)

### Garnisons des forces françaises en Allemagne (FFA) du 10 août 1949 au 30 août 1993
Un effectif d'environ 50 000 militaires est réparti dans les villes de garnisons suivantes (Liste à compléter) :
Pour afficher les unités présentes dans chaque garnison, cliquez sur [afficher] (du fait des changements de casernements, une même unité peut apparaître à plusieurs endroits) (Listes à compléter, votre aide est la bienvenue) : (Quand elle existe, cliquez sur l'insigne du régiment pour l'agrandir)

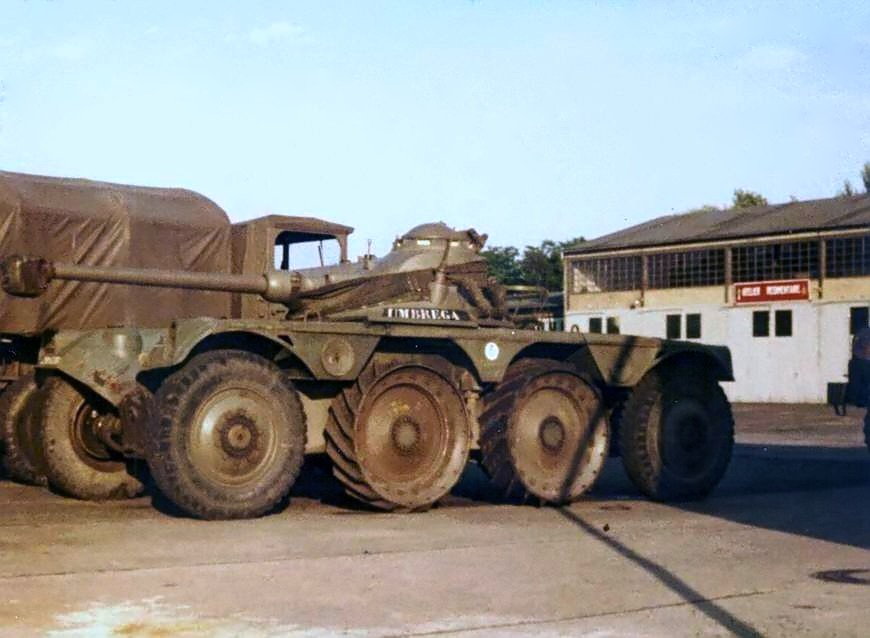
Un engin blindé de reconnaissance du 1er régiment de spahis en 1978 dans une caserne de Spire.

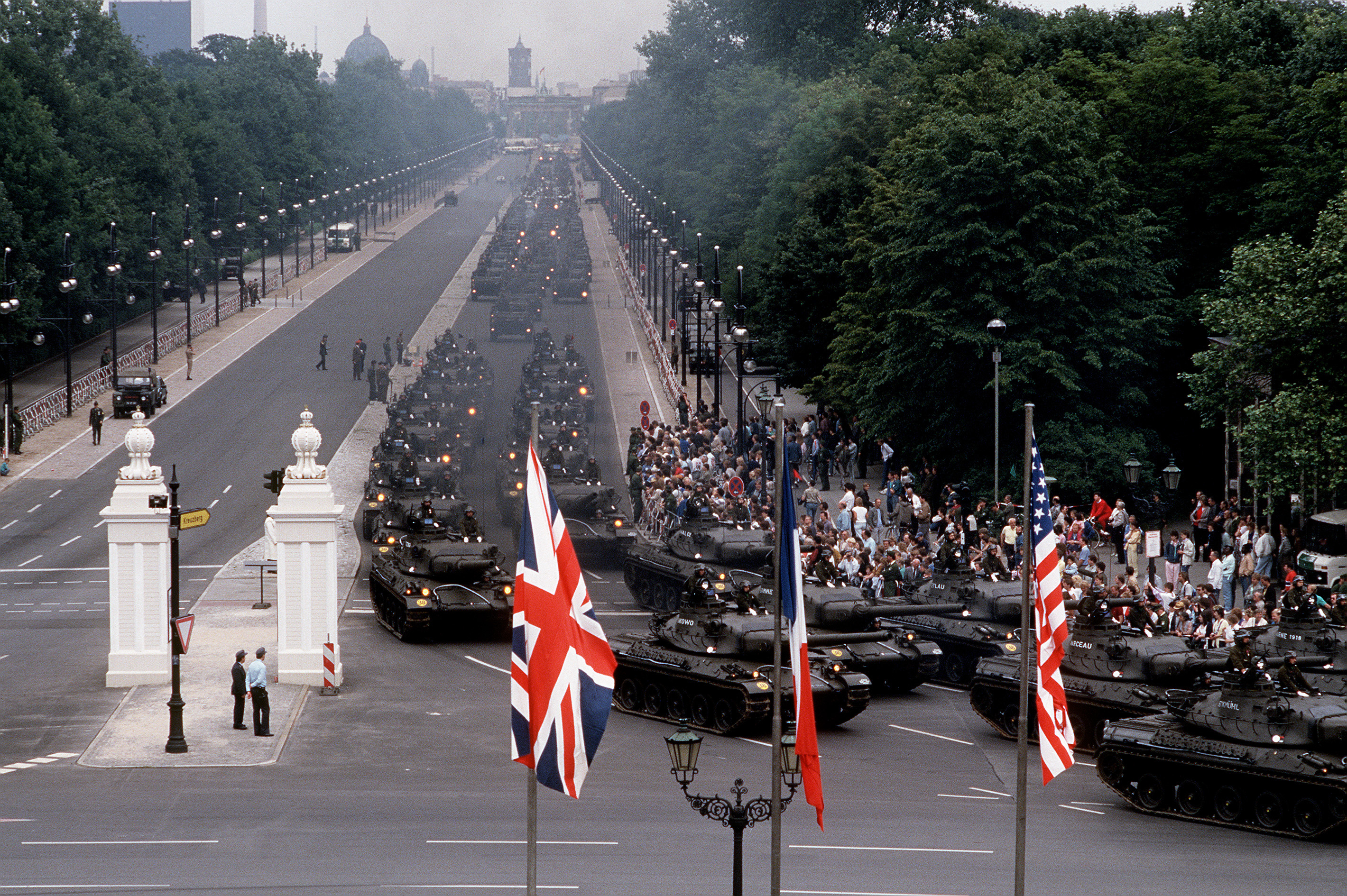
Parade du 11e régiment de chasseurs des forces françaises à Berlin le 11 juin 1988 lors de la journée des forces alliées à Berlin-Ouest. Au premier plan, des AMX-30B2 suivis de VAB.

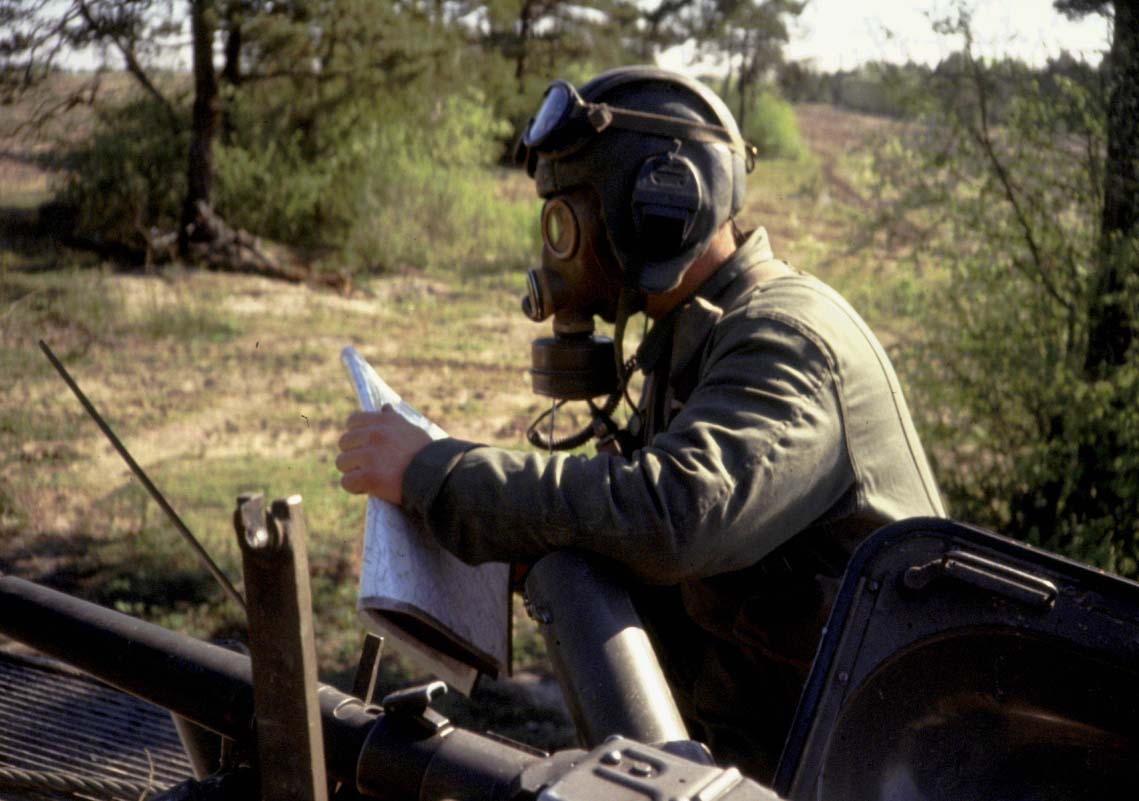
Chef de char d'un AMX-10P du 2e GC de Neustadt lors d'un exercice en 1989.

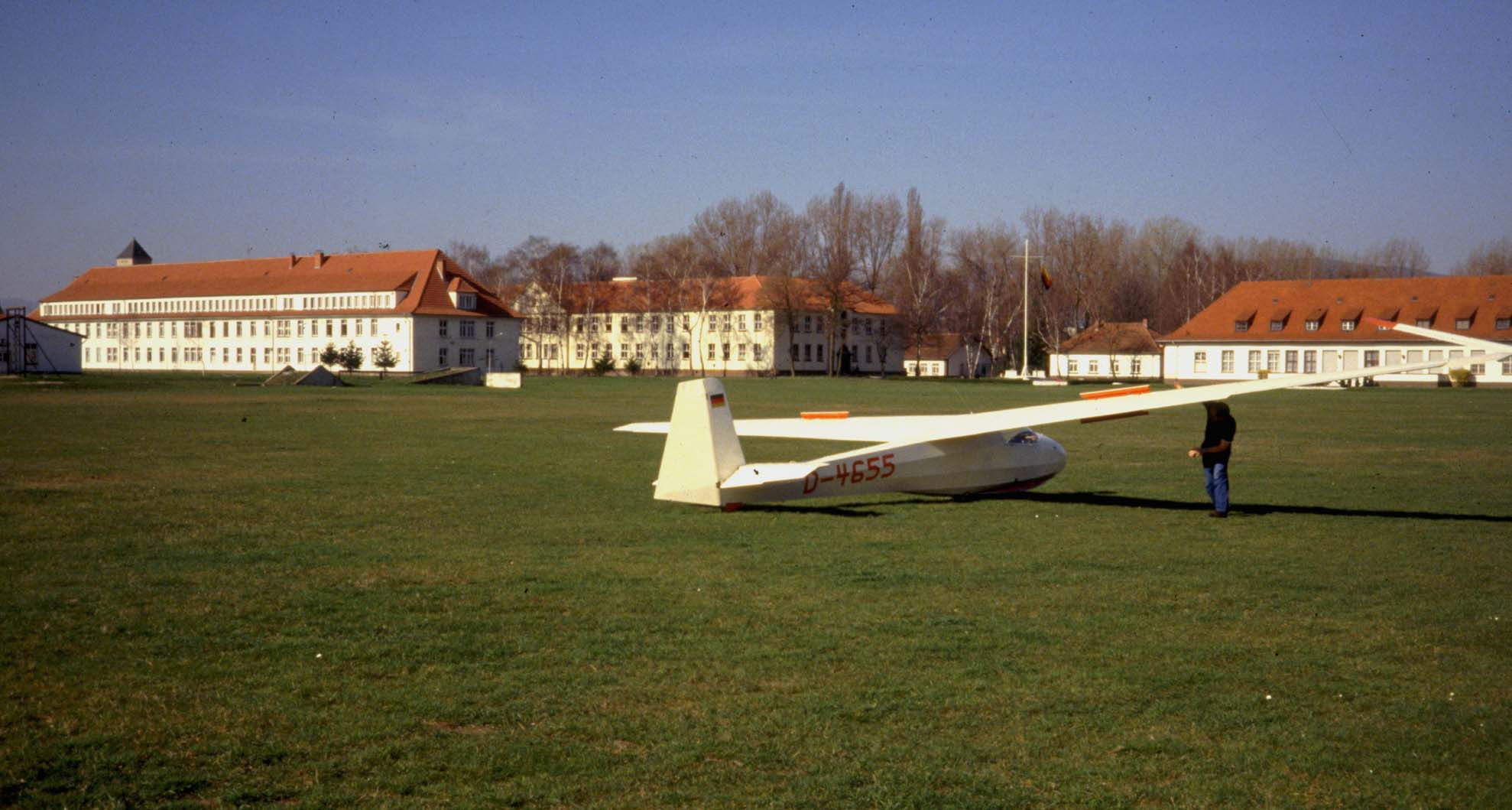
Quartier Edon de Lachen derrière l'aérodrome en 1988

### Garnisons des forces françaises stationnées en Allemagne (FFSA) du1erseptembre 1993à 1999
Un effectif total de 25 000 hommes est réparti dans les quinze garnisons suivantes :
Pour afficher les unités présentes dans chaque garnison, cliquez sur [afficher] (du fait des changements de casernements, une même unité peut apparaître à plusieurs endroits) (Listes à compléter, votre aide est la bienvenue) :

Insigne de la brigade franco-allemande.

### Garnisons des forces françaises et élément civil stationnés en Allemagne (FFECSA) à partir de 1999
Au début des années 2000, un effectif total de 4 400 hommes se répartit dans les garnisons suivantes :
Pour afficher les unités présentes dans chaque garnison, cliquez sur [afficher] (du fait des changements de casernements, une même unité peut apparaître à plusieurs endroits) (Listes à compléter, votre aide est la bienvenue) :
| - Caserne de la Brigade franco-allemande (Quartier Oberfeldwebel Schreiber) à Immendingen - Exercice de l'OTAN Combined Endeavor 2007 concernant les communications. - Soldat français s'entraînant pour une mission au Joint Multinational Readiness Center de l'OTAN à Hohenfels dans le district du Haut-Palatinat en 2008. - Un militaire français armé d'un Famas dans le même centre s'entraînant pour les Operational Mentoring Liaison Team (équipe de liaison et de tutorat opérationnel-ELTO). |

Depuis la dissolution du 110e régiment d'infanterie le 24 juin 2014, il reste environ 500 militaires français en Allemagne, équilibrant ainsi le contingent allemand en Alsace (291e Jägerbataillon de la BFA en garnison à Illkirch-Graffenstaden depuis 2010).

### Bases aériennes françaises en Allemagne

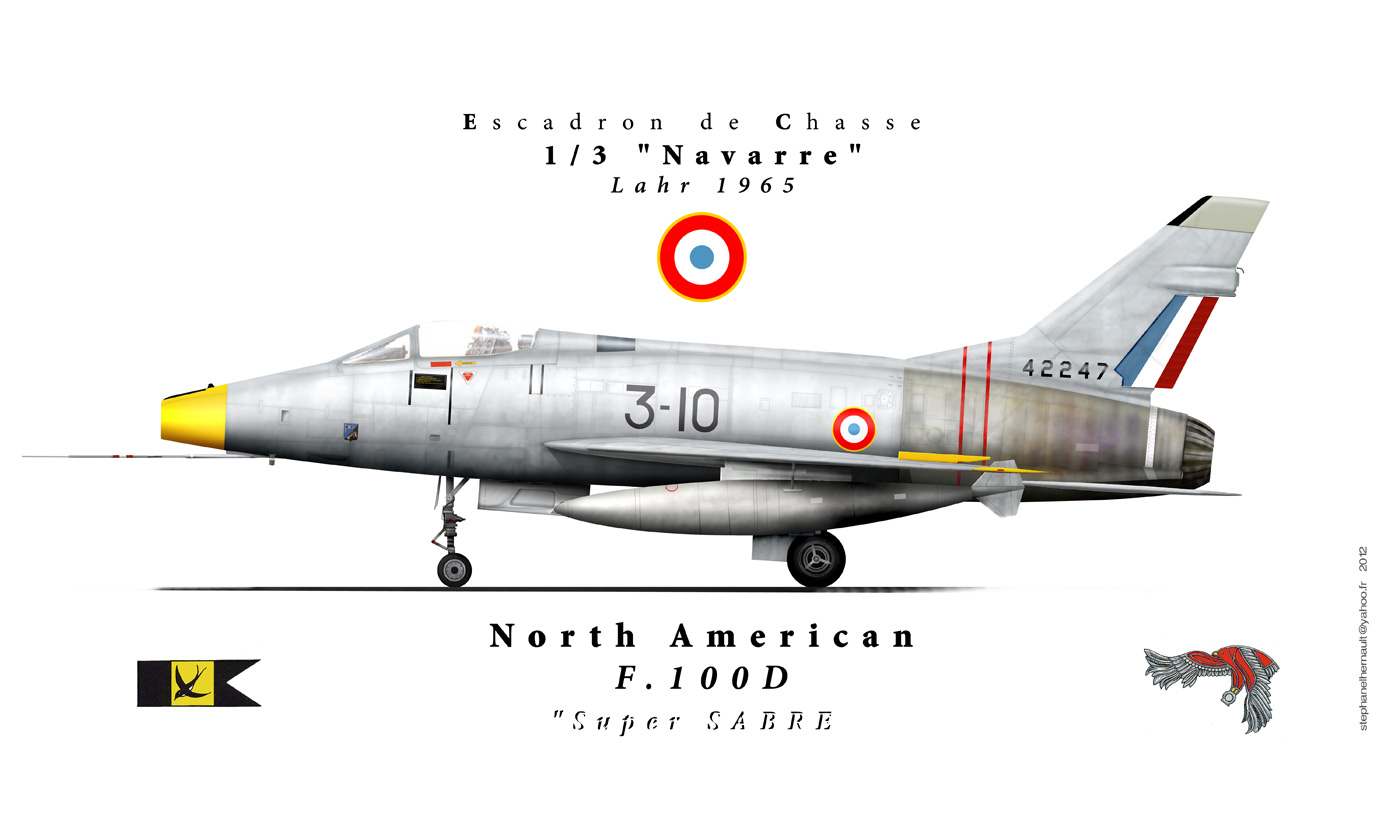
F-100D de l'escadron de chasse 1/3 Navarre de la 3eescadre de chasse à Lahr en 1965.

Les dernières bases sont fermées depuis 1994 :
1. Base aérienne 136 Friedrichshafen (dissoute en 1954) ;
2. Base aérienne 136 Bremgarten (dissoute en 1968) ;
3. Base aérienne 137 Coblence ;
4. Base aérienne 139 Lahr (dissoute en 1967) ;
5. Base aérienne 165 Berlin Tegel (dissoute en 1994) ;
6. Base aérienne 178 Achern (dissoute en 1994) ;
7. Base aérienne 243 Stetten (BA 520 à partir de 1964) ;
8. Base aérienne 253 Fribourg ;
9. Base aérienne 257 Friedrichshafen ;
10. Base aérienne 520 Stetten (BA 243 jusqu'en 1964) ;
11. Base aérienne 521 Friedrichshafen-Lowental ;
12. Base aérienne 903 Friedrichshafen .

## Statut juridique des forces françaises en Allemagne après 1945
Les accords suivants régissent la présence des forces des États de l'OTAN postés en Allemagne sur la base d'un traité international :
- Le NATO Status of Forces Agreement (SoFA) du 19 juin 1951 (Convention entre les États parties au traité de l'Atlantique nord sur le statut de leurs forces)[170]
- L'accord supplémentaire au SoFA du 3 août 1959 (accord sur le supplément à l'accord concernant les parties de traité de l'Atlantique nord en respect des forces étrangères stationnées dans la république fédérale d'Allemagne, Federal Law Gazette 1961 II p. 1218)[171].